# وسخ

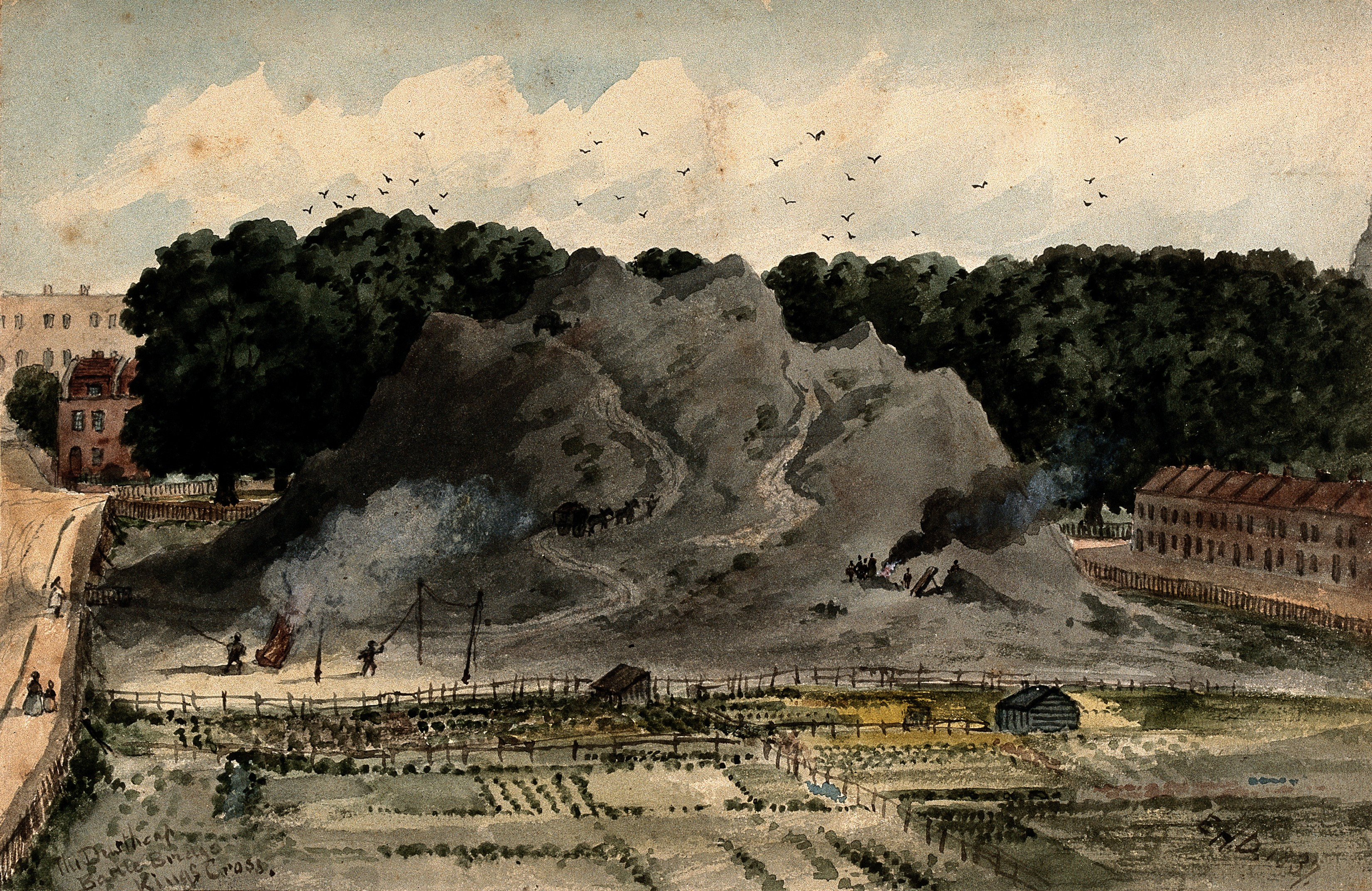
كومة غبار لندن في باتل بريدج عام 1836 بجوار مستشفى الجدري

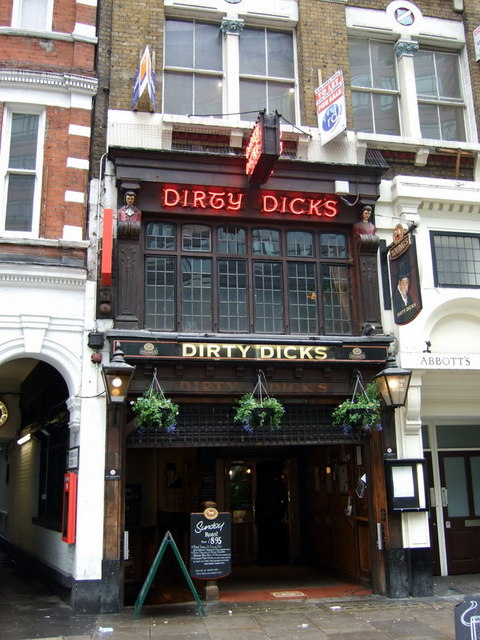
حانة (Dirty Dicks) في التي كانت في ملك شخص اسمه (Dirty Dick)، وكانت معروفة بقذارتها.

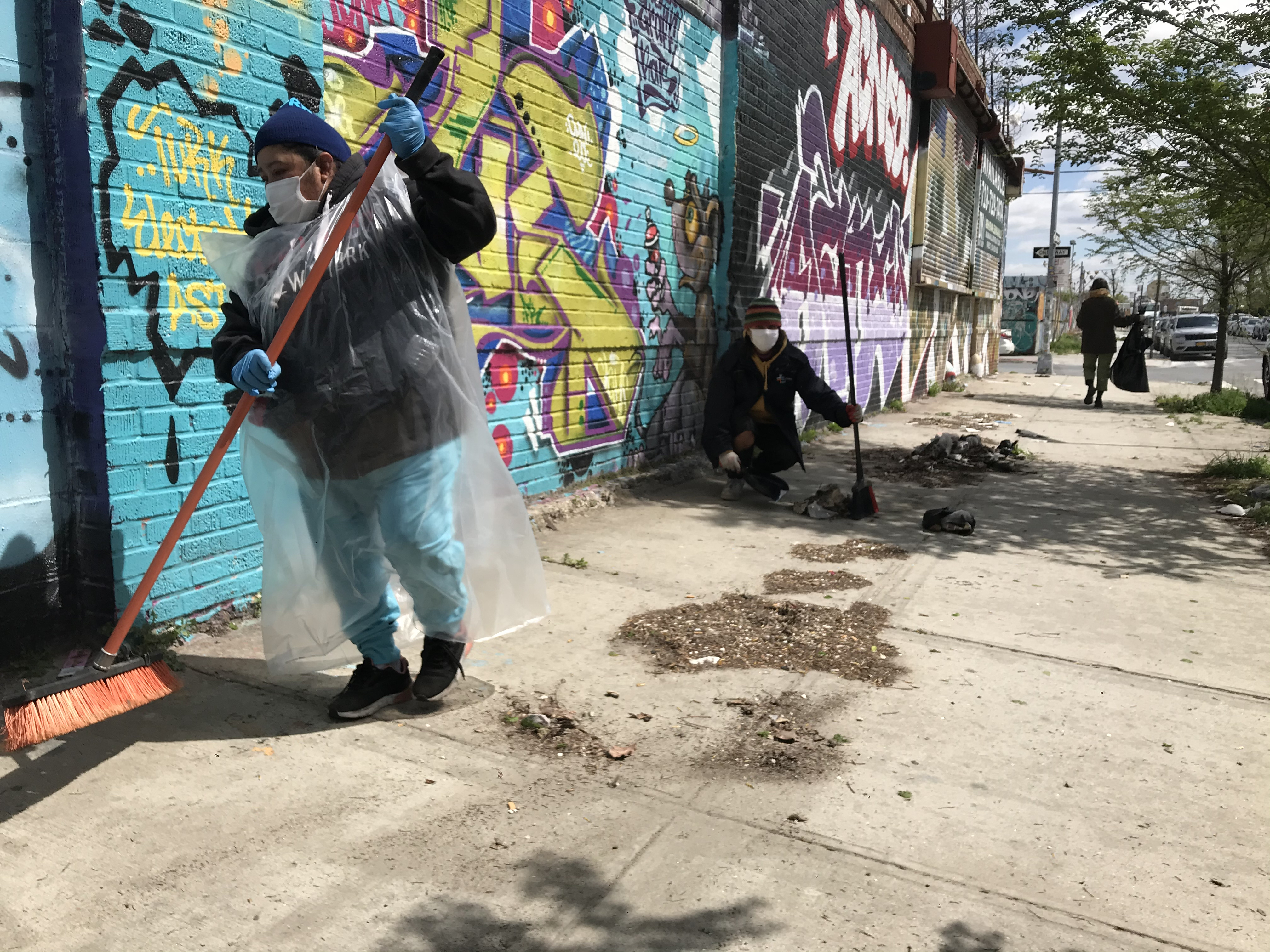
أوساخ تُغطّي أحد الأرصفة في بروكلين نيويورك، أثناء حملة تنظيف مجتمعية.

الوسخ (بالإنجليزية: Dirt)‏ مادة غير نظيفة، خاصة عند ملامستها لملابس الشخص أو جلده أو ممتلكاته. في مثل هذه الحالة يقال أنها أصبحت مُتّسخة. تشمل الأنواع الشائعة من الأوساخ ما يلي:
- الغبار: مسحوق عام من مادة عضوية أو معدنية
- القذارة: مثل البراز
- السناج: أو السخام، عبارة عن جسيمات الكربون الناتجة عن الاحتراق غير الكامل للهيدروكربونات
- التربة: مزيج من الصلصال والرمل والدبال الذي يقع فوق صخر الأساس. يمكن استخدام مصطلح «التربة» للإشارة إلى المواد غير المرغوب فيها أو الأوساخ التي تترسب على الأسطح مثل الملابس.[1]

## المعارض والدراسات
تمت رعاية موسم من الأعمال الفنية والمعارض حول موضوع الأوساخ من قبل صندوق ويلكم في عام 2011. وكان المحور الرئيسي هو معرض في مجموعة ويلكم (wellcome Collection) يعرض صورًا وتاريخًا للأوساخ البارزة مثل أكوام الغبار الكبيرة في محطة يوستن ومحطة كينغز كروس في القرن التاسع عشر، ومكب نفايات فريش كيلز (Fresh Kills) الذي كان في يوم من الأيام أكبر مكب نفايات في العالم.

## التنظيف
عندما تكون الأشياء متسخة، يتم تنظيفها عادة بمحلول مثل منظف الأسطح الصلبة والمحاليل الكيميائية الأخرى؛ إضافة إلى عدد من الأنشطة المنزلية لهذا الغرض، مثل الغسل والكنس وما إلى ذلك.
في بيئة تجارية، يعطي المظهر المتسخ انطباعًا سيئًا، ويعتبر المطعم أبرز مثال. يمكن تصنيف الأوساخ في مثل هذه الحالات على أنها مؤقتة ودائمة ومتعمدة. الأوساخ المؤقتة عبارة عن خطوط وفُتات يمكن إزالتها عن طريق التنظيف اليومي العادي، والأوساخ الدائمة هي البقع المتأصلة أو الأضرار المادية التي تلحق بجسم ما، والتي تتطلب الكثير من التنظيف لإزالتها، أمّا الأوساخ المتعمدة هي تلك التي تنتج عن قرارات التصميم مثل الديكور باللون البرتقالي المتسخ أو تصميم الغرنج.

## التخلص
مع تطور المدن، تم اتخاذ الترتيبات اللازمة للتخلص من القمامة من خلال استخدام خدمات إدارة النفايات. في المملكة المتحدة، طلب قانون الصحة العامة لعام 1875 ‏ من الأسر وضع نفاياتها في حاوية بحيث يمكن نقلها بعيدًا. كان هذا أول إنشاء قانوني لصندوق القمامة.

## الصحة
يُعتقد الآن أن المجتمع الحديث أكثر صحة. يُفترض أن عدم ملامسة الكائنات الحية الدقيقة الموجودة في الأوساخ أثناء النمو هو سبب وباء الحساسية مثل الربو. يتطلب جهاز المناعة البشري التنشيط والتمرين حتى يعمل بشكل صحيح وقد يؤدي التعرض للأوساخ إلى تحقيق ذلك. على سبيل المثال، فإن وجود بكتيريا المكورات العنقودية على سطح الجلد ينظم الالتهاب الناتج عن الإصابة.
حتى في حالة عدم وجود أوساخ مرئية، فإن التلوث من قبل الكائنات الحية الدقيقة، وخاصة مسببات الأمراض، يمكن أن يتسبب في اعتبار الكائن أو الموقع متسخًا. على سبيل المثال، تكون لوحات مفاتيح الكمبيوتر متسخة بشكل خاص لأنها تحتوي في المتوسط على عدد من الميكروبات يزيد بمقدار 70 مرة عن مقعد المرحاض.
قد يأكل الناس والحيوانات الأوساخ. يُعتقد أن هذا ناتج عن نقص المعادن،[بحاجة لمصدر] ولذا فإن الحالة شائعة عند النساء الحوامل.

## العصاب
قد يصبح الناس مهووسين بالأوساخ وينخرطون في الأوهام والوسواس القهري حيال ذلك، مثل صنع واستهلاك فطائر وحلويات الطين. قد يكون مصدر مثل هذا التفكير وراثيًا، حيث أن مشاعر الاشمئزاز شائعة وقد تم اقتراح مكان هذا النشاط في الدماغ.

## للاستزادة
- Terence McLaughlin (1971)، Dirt: a social history as seen through the uses and abuses of dirt، Stein and Day، ISBN:9780812814125
- Suellen Hoy (1996)، Chasing Dirt: The American Pursuit of Cleanliness، Oxford University Press، ISBN:9780195111286
- Pamela Janet Wood (2005)، Dirt: filth and decay in a new world arcadia، Auckland University Press، ISBN:9781869403485
- Ben Campkin, Rosie Cox (2007)، Dirt: new geographies of cleanliness and contamination، I.B. Tauris، ISBN:9781845116729
- Virginia Smith؛ وآخرون (2011)، Dirt: The Filthy Reality of Everyday Life، Profile Books Limited، ISBN:9781846684791